# Joël Rault
Joël Rault, né le 14 novembre 1974 à Saint-Denis (La Réunion), est un ambassadeur et homme politique mauricien ayant occupé plusieurs fonctions officielles avant de se retirer et fonder le cabinet Hermès Advisory à Paris. Il est également senior advisor au cabinet d'avocats Franklin à Paris.

## Biographie

### Vie privée
Joël Rault est né le 14 novembre 1974 à La Réunion, de parents mauriciens.
Fils de capitaine Jean-Pierre Rault, commandant de marine marchande et candidat aux élections législatives mauriciennes de 1991 et de Marie Laurence Rault (née Vincent).
Père de 3 enfants, Joël Rault habite aujourd'hui Paris d’où il gère la société Hermès Advisory.

### Scolarité
Il fait toute sa scolarité primaire et secondaire à l'île Maurice, notamment au collège Saint-Joseph, collège catholique fondé par les Frères des écoles chrétiennes.
Joël Rault quitte l'île Maurice en 1994 pour poursuivre ses études de droit en France.
Après une maitrise de droit privé et un DESS en droit des affaires avec une spécialisation en droit fiscal international, il enchaîne avec un Master en Administration d'Entreprise.
Il devient un Emerging Leader de la Harvard Kennedy School en 2012 dans la même promotion que Luis Abinader, président de la République dominicaine, Eva Maydell, députée européenne et présidente du Mouvement européen international ou encore Lundeg Purevsuren, ministre des Affaires étrangères de Mongolie.

### Carrière
Alors qu'il est en troisième cycle universitaire, Joël Rault créé la société Fiscalité des Mascareignes à l'île de La Réunion et accompagne les sociétés françaises du club export de la Chambre de commerce et d'industrie de La Réunion dans leur structuration offshore à Maurice. Cette activité le rapproche du Cabinet d'expertise comptable Nexia International et plus particulièrement de son fondateur Xavier-Luc Duval, fils de Geëtan Duval, avec qui il nouera une amitié indéfectible.

#### Vie publique
Après avoir remporté les élections générales en 2005, le leader du Parti mauricien social démocrate nomme Joël Rault comme directeur général de la Tourism Authority de Maurice. Joël Rault entreprend toute une réforme de cette autorité régulatrice du premier secteur économique de l'île. Le Tourism Act, loi-cadre régulant le secteur du tourisme est de ce fait complètement repensé et voté au parlement en 2006.
Il assure en parallèle le secrétariat général de la Tourism Employees Welfare Fund, fonds créé pour le bienêtre des employés du secteur du tourisme.
Joël Rault devient conseiller spécial du vice-Premier ministre, ministre du Tourisme et des Communications extérieures en 2008. Son expertise dans la réglementation du Tourisme prend une autre dimension avec l'ajout de la gestion des communications extérieures, à savoir le port et l'aéroport de Maurice. Ce poste clé fait qu'il devient le point de contact privilégié entre le secteur privé mauricien et le gouvernement de Navin Ramgoolam.
À la suite des élections législatives de 2010, lorsque le vice-Premier ministre Xavier-Luc Duval récupère le portefeuille de l'intégration sociale et de l'autonomisation économique, il nomme Joël Rault comme son conseiller spécial. Ce dernier devient également le président du National CSR Committee qui gérait à ce moment environ Rs 800 millions,.
À la suite de la cassure gouvernementale qui voit le MSM quitter l'alliance au pouvoir, le duo Joël Rault et Xavier-Luc Duval investissent le ministère des Finances et du développement économique. Joël Rault devient conseiller spécial et entreprend un certain nombre de chantiers comme la professionnalisation du Board of Investment (aujourd'hui l'Economic Development Board), de la Financial Services Commission ou encore la stratégie africaine de Maurice.
Il pilote la rédaction de plusieurs lois de finance aux côtés de Xavier-Luc Duval, ce qui renforcera leur amitié et leur complicité.
En 2014, des tensions entre Xavier-Luc Duval et le Premier ministre Navin Ramgoolam sont grandissantes et Joël Rault est mandaté comme émissaire entre les deux leaders de partis pour tenter de trouver un terrain d'entente. Un apaisement est temporairement acquis mais en juin 2014 le PMSD de Xavier-Luc Duval décide, quand même, de quitter la coalition gouvernementale[réf. souhaitée].
De retour dans le privé, Joël Rault prend la tête de Nexia Consulting alors que Xavier-Luc Duval prend la présidence de Nexia tout en ouvrant des discussions avec le MSM en vue d'une alliance électorale[réf. souhaitée].
En novembre 2014, l'alliance est conclue et remporte largement les élections législatives un mois plus tard avec Joël Rault comme chef de campagne.
Il intègre le conseil d'administration de SBM la deuxième banque la plus importante de l'océan Indien ainsi que le conseil d'administration de la SBM Holdings. Il préside la commission de crédit de l'établissement bancaire jusqu'au moment où le Premier ministre et la présidente de la République le nomment ambassadeur.

#### Diplomatie
Il est nommé ambassadeur extraordinaire et plénipotentiaire de la république de Maurice en France en 2015 avec un mandat particulier pour la diplomatie économique. Joël Rault a remis ses lettres de créances au président François Hollande le 8 septembre 2015 au palais de l'Élysée en présence du ministre Harlem Désir.
Joël Rault est également nommé ambassadeur extraordinaire et plénipotentiaire de La république de Maurice au Portugal, en Espagne, et en Italie.
Il siège à au conseil exécutif de l'UNESCO, ou il est élu président du groupe des 54 États insulaires après une campagne éclaire mais intense qui l'oppose à l'ambassadeur de Saint Kitts et Nevis qui détenait cette présidence depuis une décennie.
Joël Rault siège aussi à l'Organisation internationale de la francophonie,, au centre de développement de l'OCDE, au Bureau international des expositions, à la FAO et à l'Organisation mondiale du tourisme entre autres.
Joël Rault, fait parler de lui en 2015 lorsqu'il  fait pression sur le Premier ministre et leader du Mouvement socialiste militant pour qu'une question parlementaire visant Ségolène Royale soit enlevée de l'agenda de l'Assemblée nationale de Maurice. La question sera finalement enlevée mais cet épisode laissera des séquelles dans les relations entre Joël Rault et le Premier ministre Mauricien ainsi que certains membres du MSM.
En 2016, il est fait citoyen d'honneur de la ville de Nice par Christian Estrosi et ensemble ils créeront le pont de coopération Nice-Maurice qui ne survivra malheureusement pas au départ de Joël Rault de l'ambassade.
Il participe à la cérémonie de ravivage de la flamme de l'Arc de Triomphe du 30 septembre 2015.
Il est très actif auprès de la diaspora mauricienne de Paris lors des attentats de novembre 2016.
Proche de la présidente de la République Ameenah Gurib Fakim, il l'accompagne lors de sa visite au palais de l'Élysée lorsque la Légion d'honneur lui fût décernée par le président François Hollande.
Il remplace le Premier ministre Aneerood Jugnauth, en mauvais état de santé, lors du Sommet de la francophonie à Madagascar et assure les réunions bilatérales avec le Premier ministre Justin Trudeau et le président Hery Rajaonarimampianina entre autres.

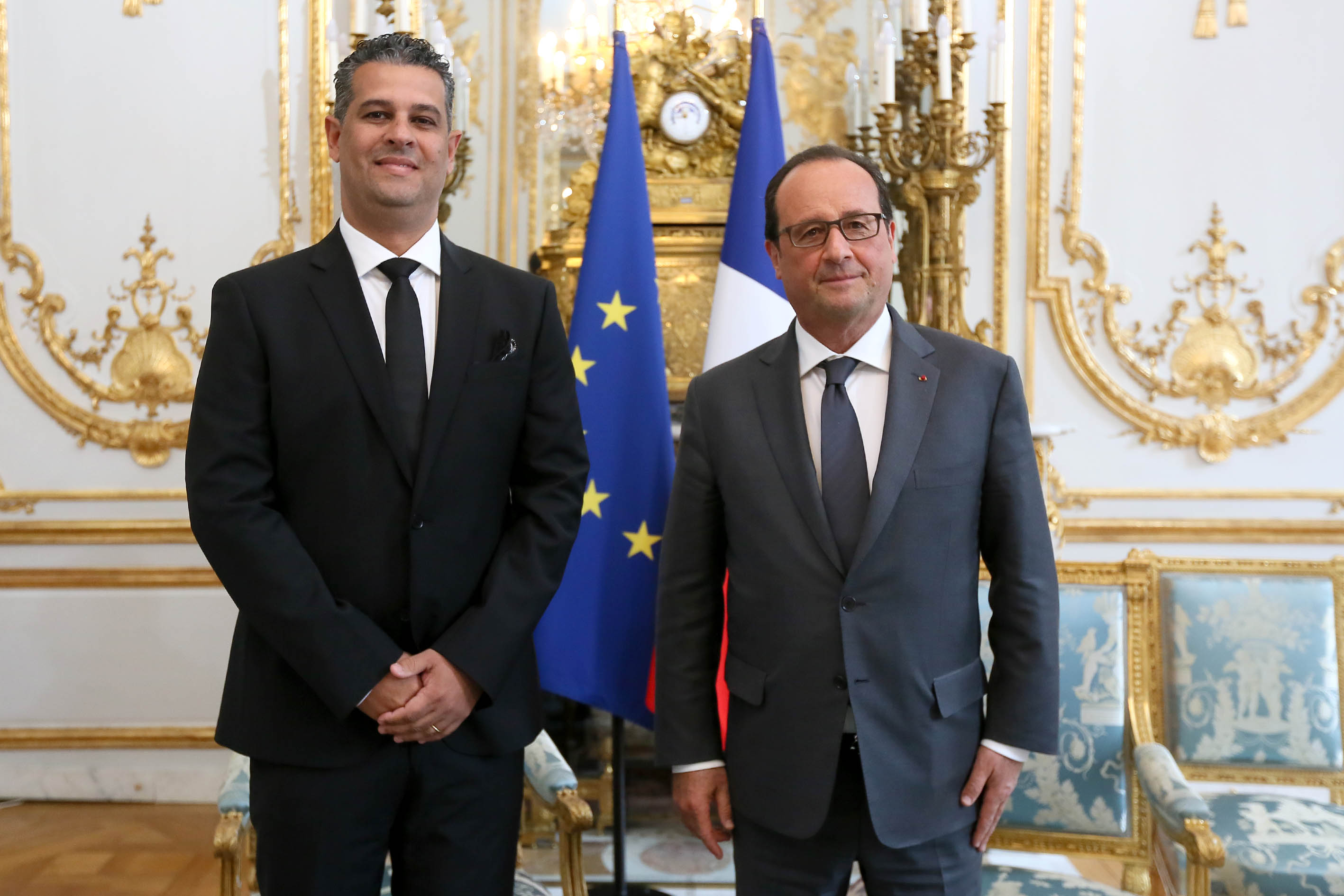
Présentation des lettres de créances au palais de l'Élysée - 2017
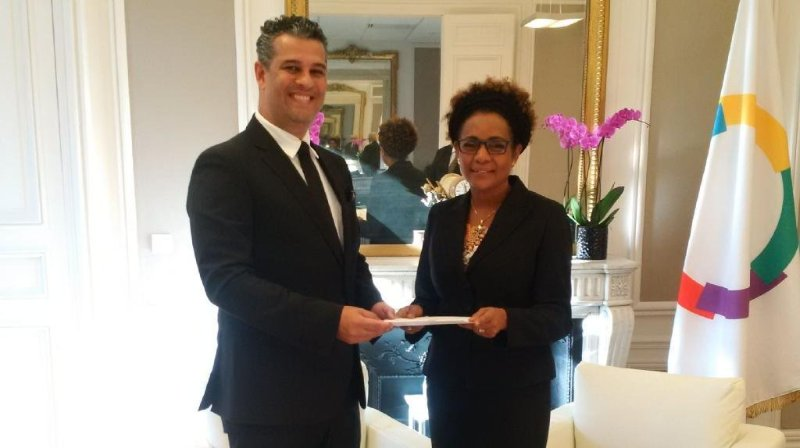
Présentation des lettres de créances à l'OIF - 2017
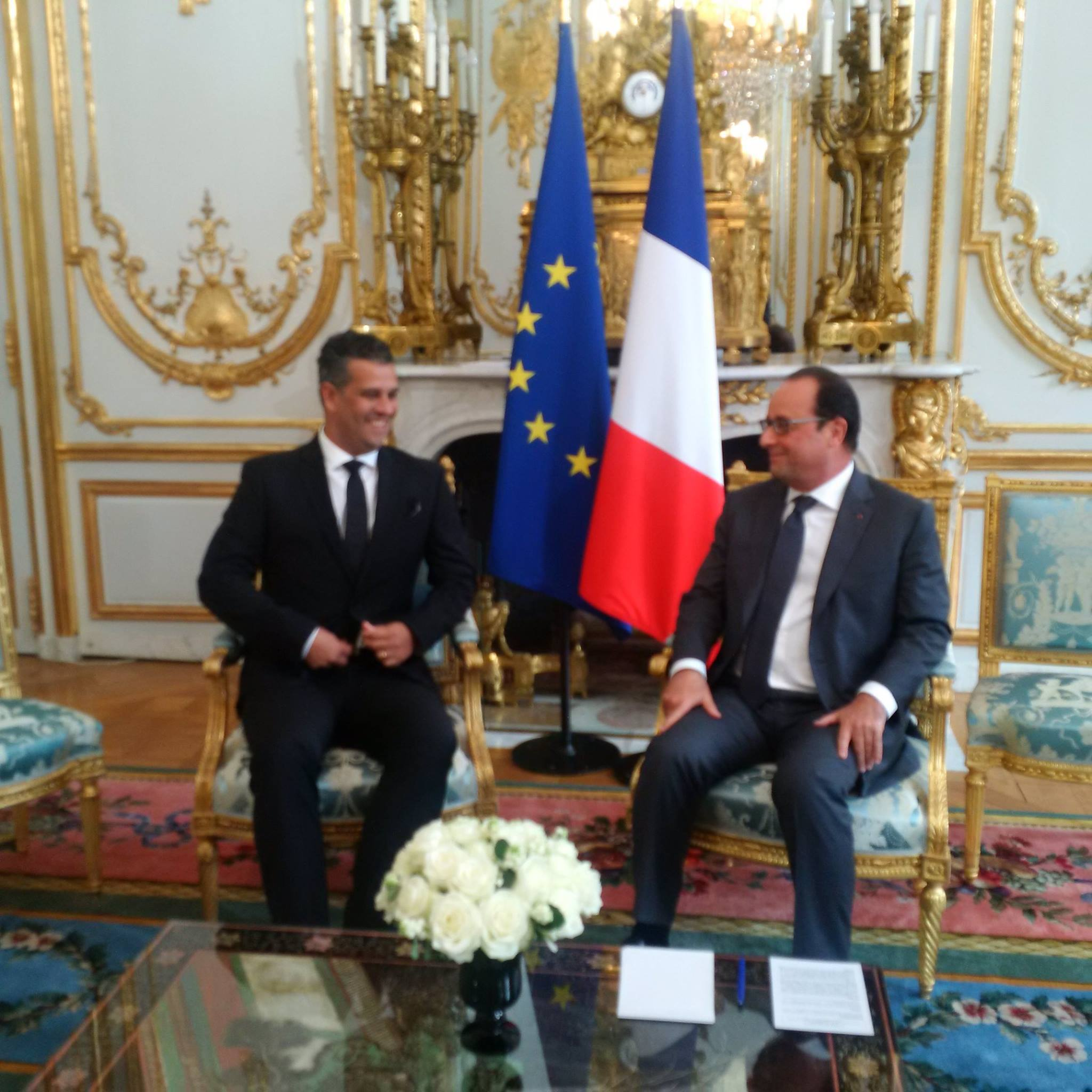
Présentation des lettres de créances au palais de l'Élysée - 2017
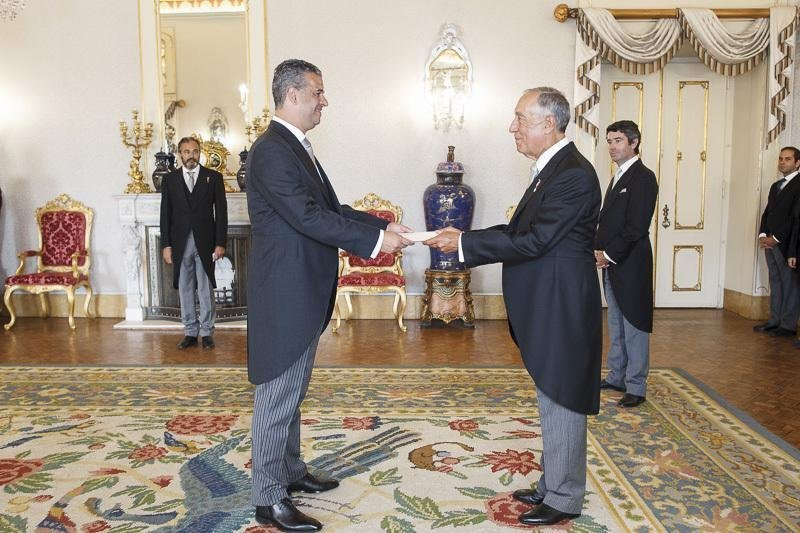
Présentation des lettres de créances au Portugal - 2018
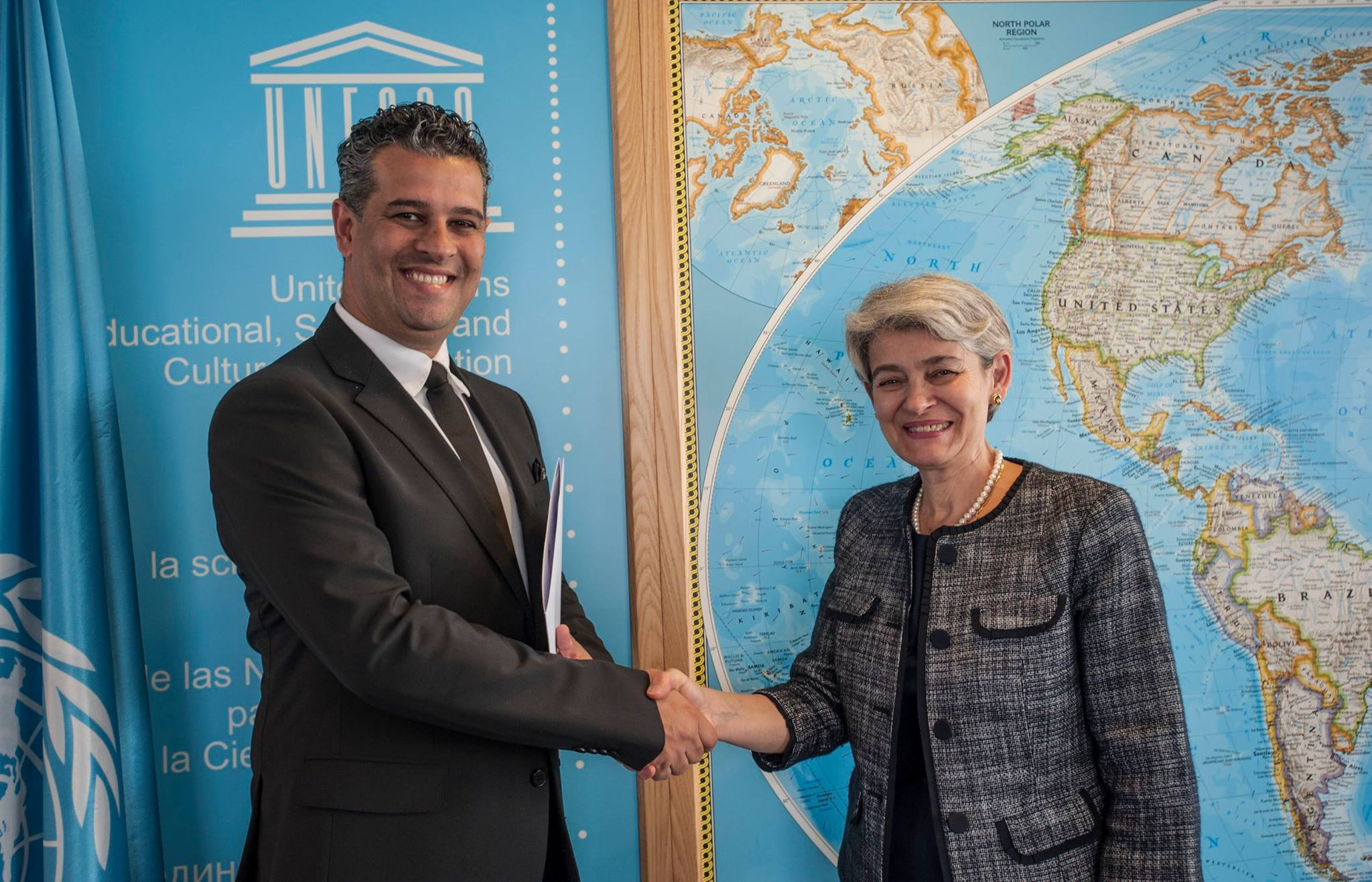
Présentation des lettres de créances à l'UNESCO - 2017
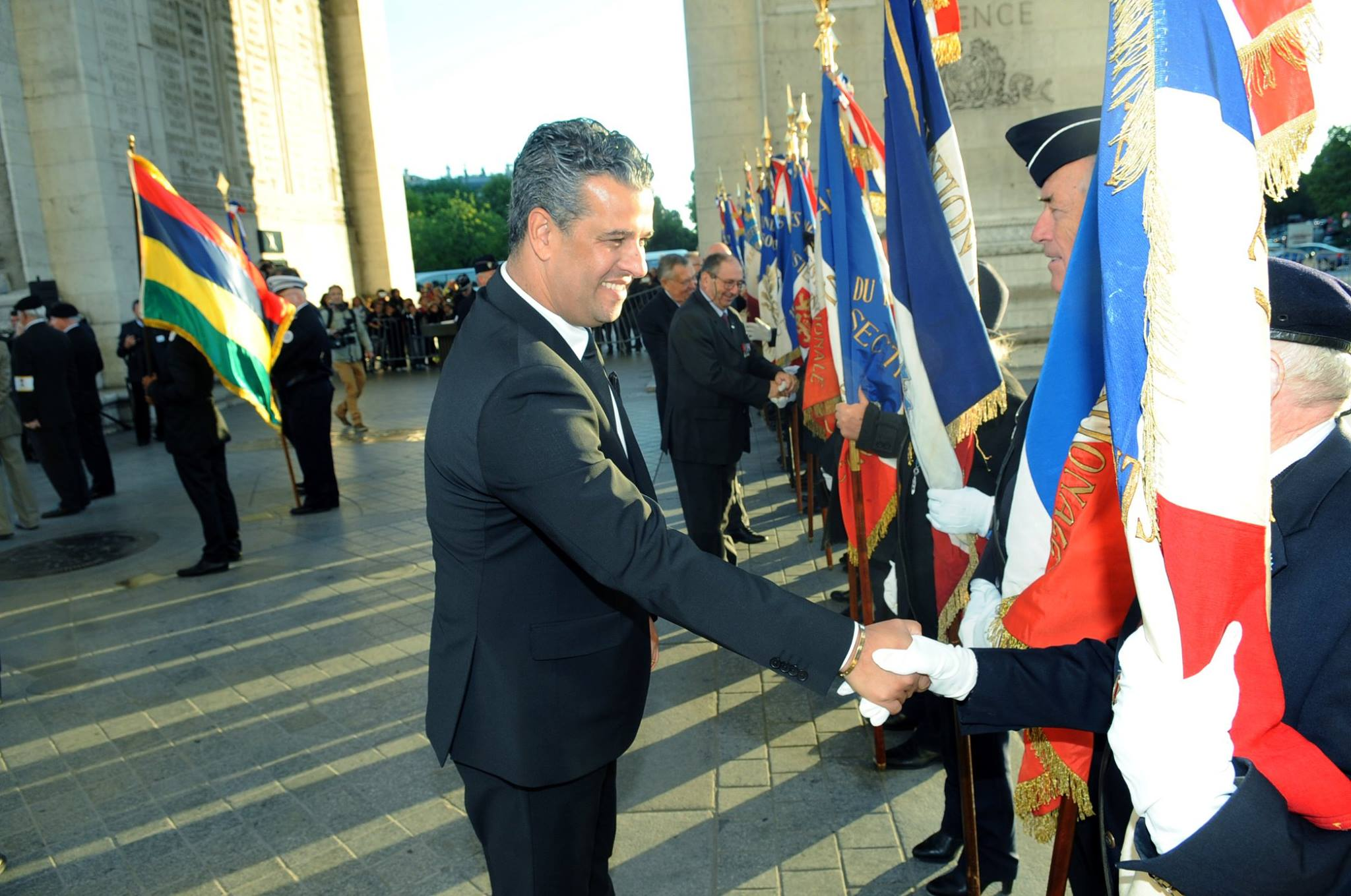
Ravivage de la flamme du soldat inconnu

#### Retour au privé
Joël Rault quitte son poste d'ambassadeur en 2017 et créé la société Hermès Advisory pour représenter les intérêts de groupes économiques et commerciaux ayant des relations transfrontalières multisectoriels,,.
Il siège également comme administrateur indépendant sur plusieurs conseils d'administration de sociétés internationales.
En 2020, il fonde, à Paris, un bureau de représentation pour le groupe Gawah Holdings, groupe originaire du Moyen-Orient et ayant des activités et des investissements sur plusieurs continents.
Depuis 2021, il est également Senior Advisor, aux côtés de l'ancien ministre des finances Michel Sapin, au sein du cabinet d'avocats Franklin à Paris,,,.

### Engagements
Il est membre fondateur du Cercle K2 au sein duquel il fait la promotion des relations économiques et politiques entre l'Europe et l'Afrique.
Il fait partie du collège scientifique de l'Observatoire français des corps intermédiaires.